# Darth Vader
Darth Vader är en karaktär i Star Wars-filmerna. Han heter från början Anakin Skywalker och var en lovande jedi som av många sågs som Den Utvalde att bringa balans till Kraften, men får namnet Darth Vader av den onde sithmästaren Darth Sidious när han går över till dennes sida och själv blir en ond sithlord. Darth Vader är far till Luke Skywalker och Leia Organa och hans fru heter Padmé Amidala, drottning av Naboo.

## Skådespelare
I Star Wars: Episod I - Det mörka hotet spelas Anakin Skywalker av den då 9-åriga Jake Lloyd vars stand-in är den dvärgväxte Raymond Griffiths. Den unge Anakin Skywalker, i Star Wars: Episod II - Klonerna anfaller och Star Wars: Episod III - Mörkrets hämnd, spelas av Hayden Christensen vars stunts utförs av Ben Cooke, Joss Gower och Daniel Stevens. Haydens stand-ins däremot, är Gordon Tyler och Christian Simpson. Som spöke och avmaskerad spelas han av Sebastian Shaw. Under sin tid som Darth Vader i Stjärnornas krig, Rymdimperiet slår tillbaka och Jedins återkomst spelas han av David Prowse, hans fäktrörelser görs dock av Bob Anderson, medan rösten görs av James Earl Jones. David Prowses stand-in är Stephen Calcutt, som även är stand-in för Chewbacca och Bib Fortuna. Ljudet av Darth Vaders andning skapades av Ben Burtt. I en Special Edition-scene spelas Vader av C. Andrew Nelson och skådespelaren i Darth Vader-rustningen i Episod III är Gene Bryant.

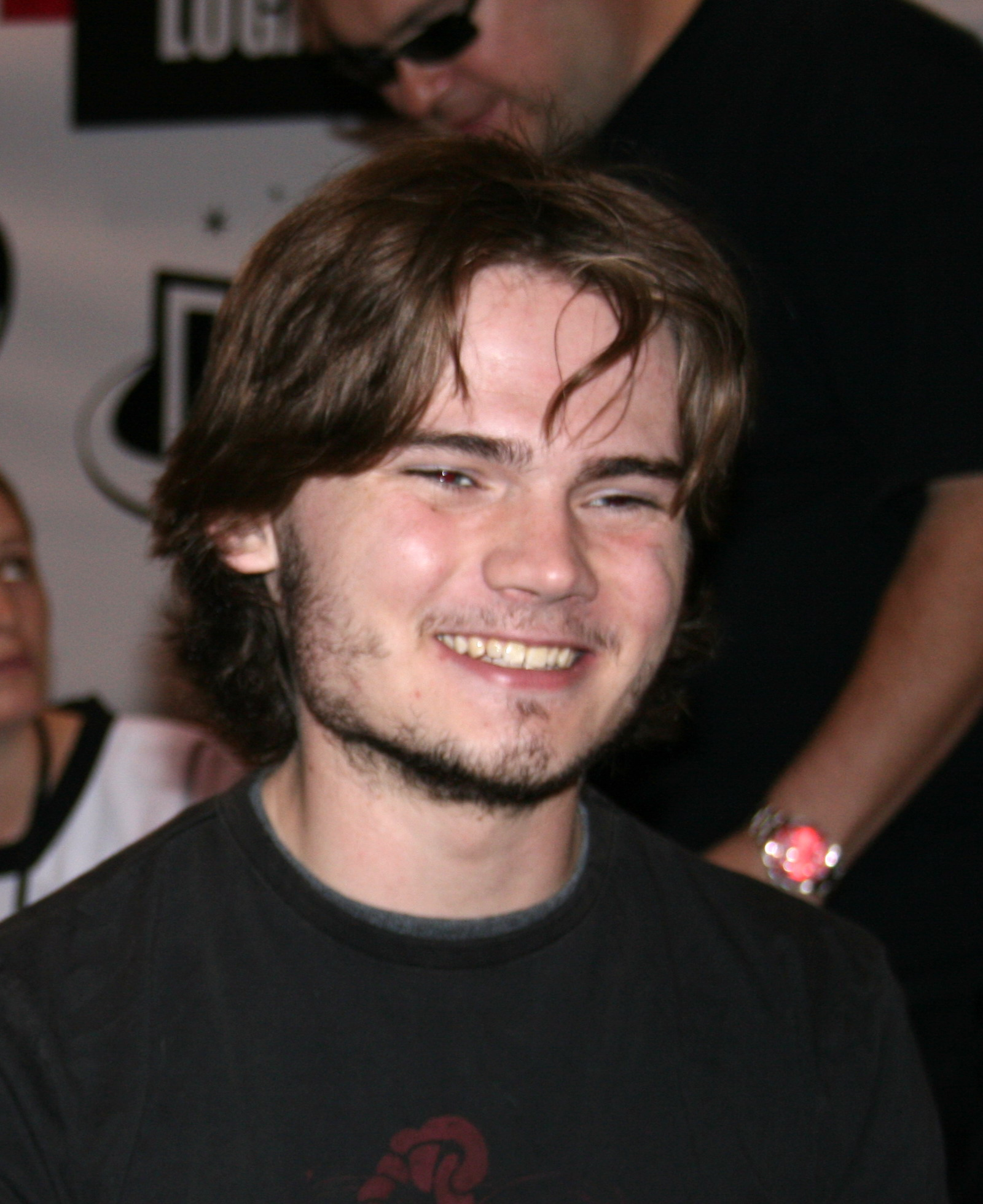
Jake Lloyd spelar Anakin Skywalker som ung pojke i Episod I.
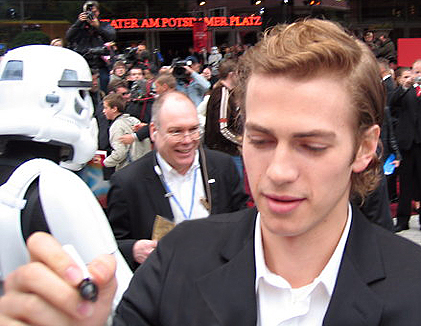
Hayden Christensen spelar Anakin Skywalker i Episod II, III.
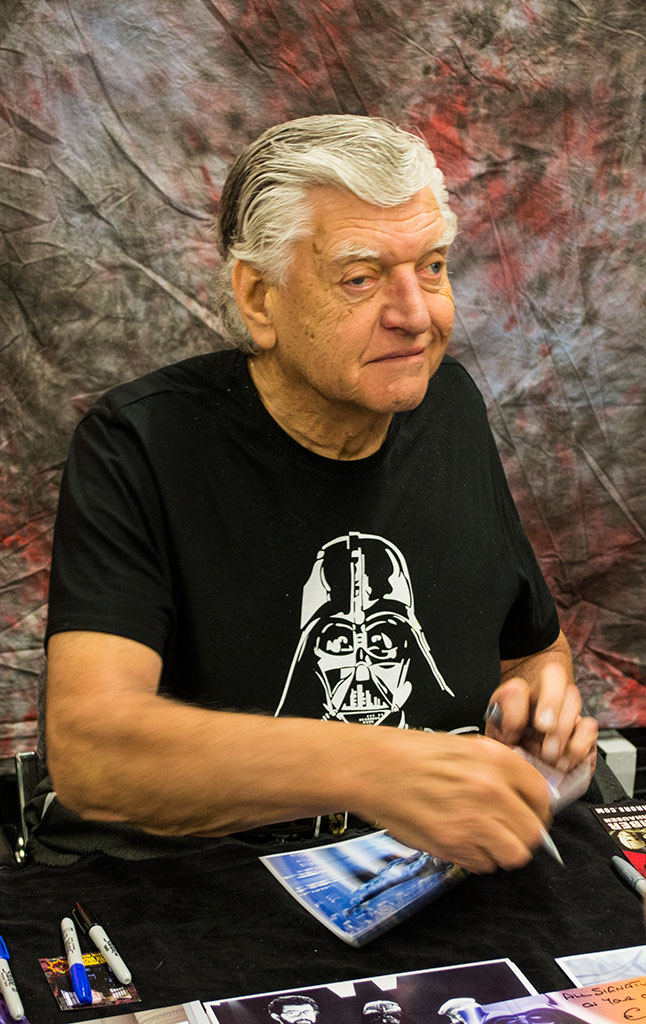
David Prowse spelar Darth Vader i Episod IV-VI.
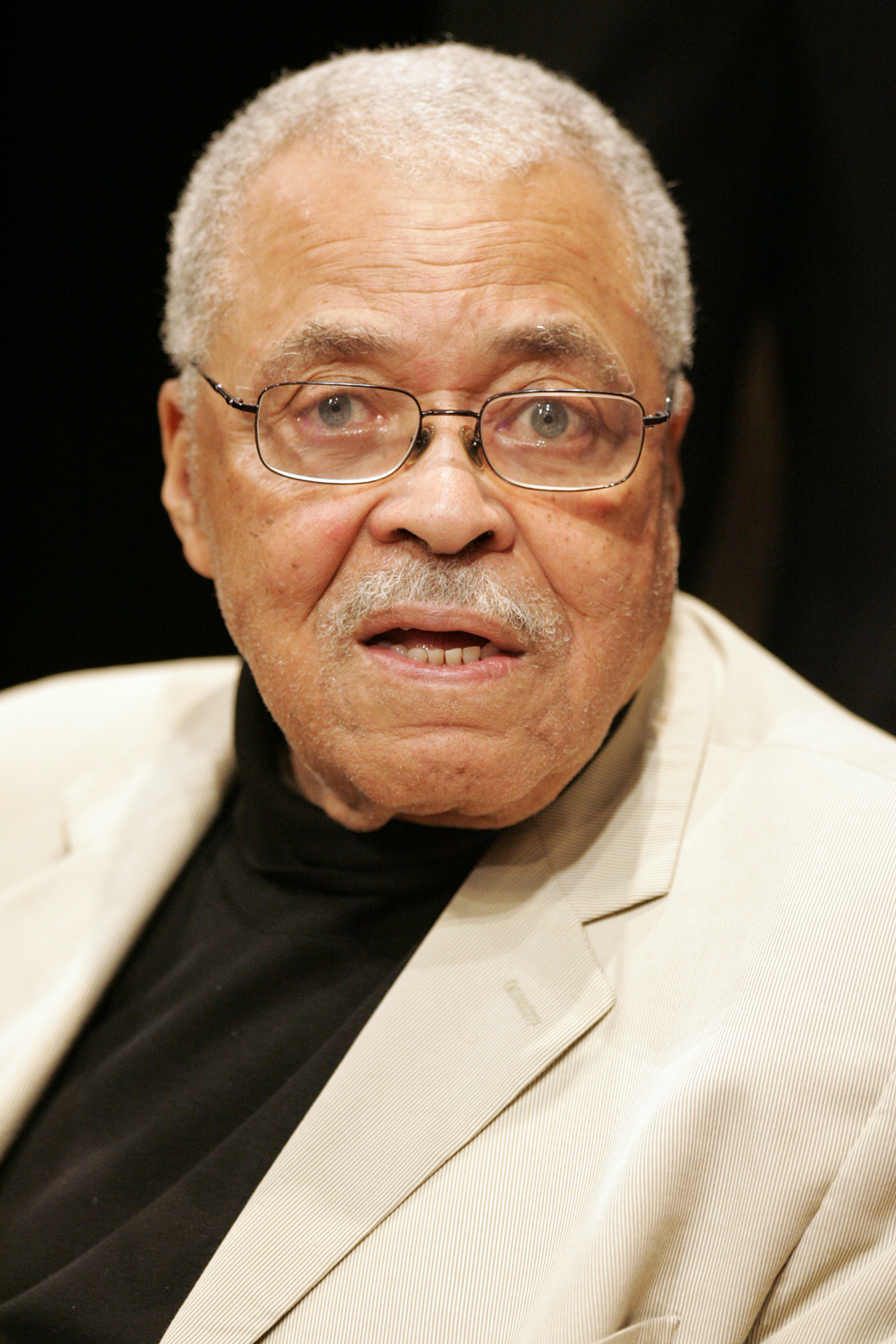
James Earl Jones är rösten till Darth Vader.

## Uppträdanden
När Anakin Skywalker presenteras i filmserien är han en liten oskyldig pojke på 9 år som tillsammans med sin mamma Shmi Skywalker lever på planeten Tatooine. Han blir lärling till jediriddaren Obi-Wan Kenobi, men kämpar med sin fåfänga och sitt högmod. Till slut går han över till den mörka sidan. Som sithlord kallas han Darth Vader. Innan han dör blir han dock omvänd av sin son Luke Skywalker. Enligt George Lucas, som skapat Star Wars-filmerna så handlar denna rymdsaga om just Anakin Skywalkers liv.

### Nya trilogin
Darth Vader, ursprungligen Anakin Skywalker, var en ung jediriddare, lärjunge till Obi-Wan Kenobi och far till tvillingarna Luke Skywalker och prinsessan Leia Organa. Han lockades över till den mörka sidan av den ondskefulle kejsaren Darth Sidious/Palpatine.
Enligt en uråldrig profetia skulle det en dag komma en jediriddare med så stora krafter att han en gång för alla skulle utplåna sithorden (jediriddarnas svurna fiender) och bringa balans till Kraften.

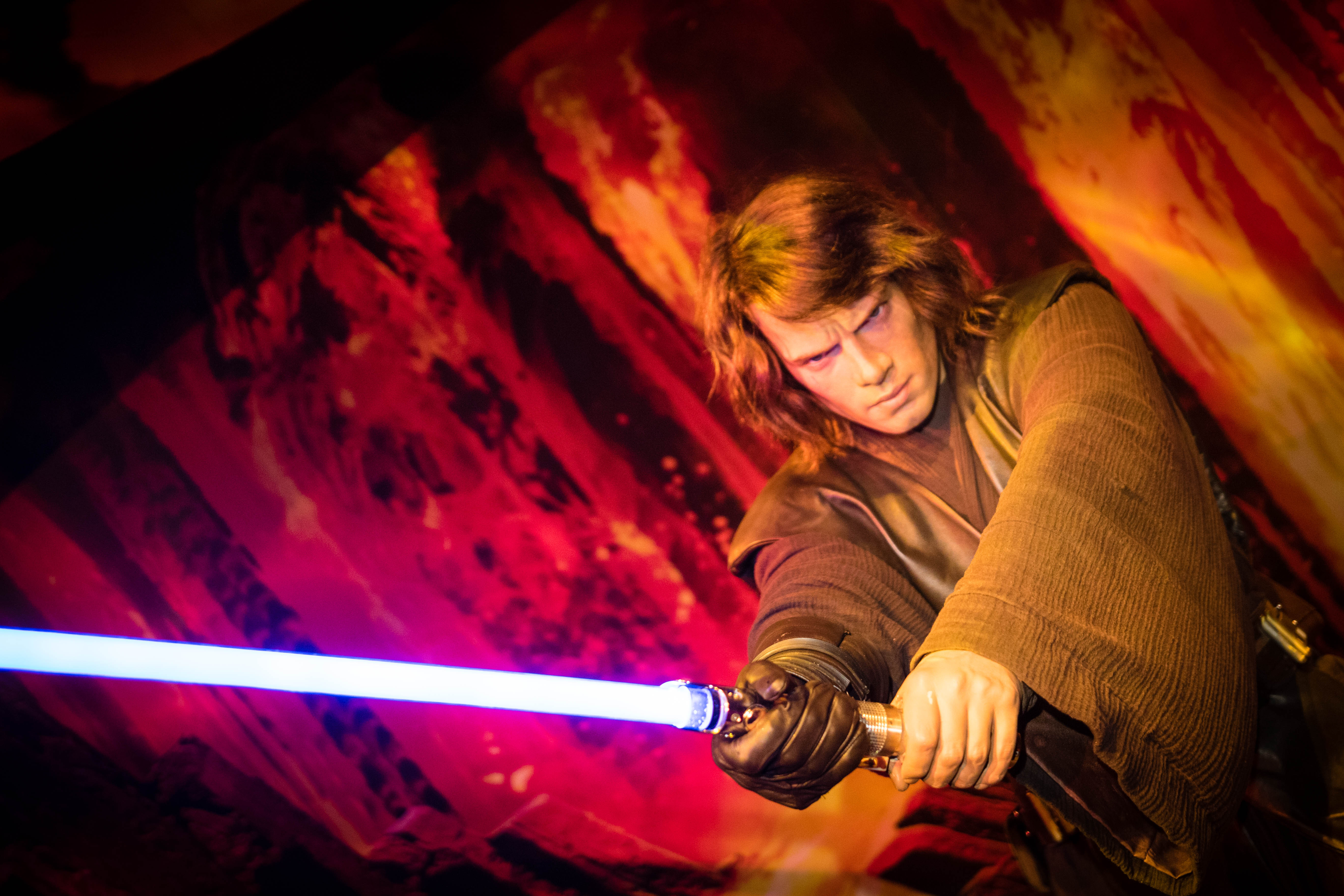
Hayden Christensen som Anakin Skywalker.

I Star Wars: Episod I - Det mörka hotet kom Jediriddaren Qui-Gon Jinn och dennes lärling Obi-Wan Kenobi i kontakt med den då nioårige Anakin och hans mamma Shmi Skywalker, som båda var slavar hos Watto på planeten Tatooine. Qui-Gon upptäckte att Anakin hade en extremt hög potential att lära sig använda Kraften och blev därmed övertygad om att Anakin var den utvalde som skulle uppfylla profetian. Han fick Anakin frisläppt men efter att Sithlorden Darth Maul dödat Qui Gon blev det istället Obi-Wan som nybliven Jedi fick uppdraget att utbilda pojken. Jedimästaren Yoda var emellertid inte alls säker på att Anakin var "den utvalde" men lät sig övertygas av Qui-Gon och efter att denne avlidit fick Obi-Wan tillåtelse av Yoda.
Vem Anakins pappa är har länge diskuterats. Shmi berättade för Qui-Gon att hon själv inte vet hur hon blev havande med Anakin och att ingen man var inblandad i det. Detta fick Qui-Gon tro att Anakin var född via kraften och att han var en skapelse av Midi-chlorianerna. En långvarig teori bland fans gjorde gällande att Darth Sidious och/eller dennes läromästare, Darth Plagueis, var ansvariga för att påverka Midi-chlorianerna till att skapa Anakin i Shmis livmoder, men denna teori bygger på syner som Darth Vader såg i serietidningen Darth Vader #25 som motsagts av officiella Star Wars-redaktörer
I Star Wars: Episod II - Klonerna anfaller gavs viss bekräftelse på att Yodas farhågor var berättigade. När mamman Shmi Skywalker avlider i fångenskap hos sandfolket (även kallade Tusken Raiders) väljer Anakin att lyssna på sin ilska och hämnas på sandfolket, även de som var oskyldiga. Anakin som då var 19 år gammal hade blivit djupt förälskad i Padmé Amidala som han senare gifter sig med - något som var förbjudet för Jediriddare.

#### Mörkrets hämnd
Redan vid 22 års ålder var Anakin Skywalker fullvärdig jediriddare och trots åldern den kanske skickligaste av dem. Men han var otålig, känslig för kritik och kände sig motarbetad av Jedirådet. Han var också besatt av att skydda sin fru Padmé till vilket pris som helst. Han svor på att samma sak som drabbat hans mamma aldrig skulle drabba Padmé. Det var också den viktigaste orsaken till att Palpatine (som fortfarande inte blivit diktator och kejsare) lyckades omvända Anakin. Han lovade den unge och otålige jedin att om han gick över till Kraftens mörka sida skulle han få lära sig den sällsynta Kraften att återuppliva människor och därmed kunna rädda Padmé, vad som än hände. Han lyckades också övertyga Anakin att jediriddarna planerade en kupp för att själva gripa makten.
Palpatine visade sig också vara ledaren för sithorden som jediriddarna sökt efter och han gav sin nye lärjunge ett nytt namn, Darth Vader. Som nybliven sithlord blev Vaders första uppgift att döda alla Jediriddare, bara ett fåtal (bland dem Yoda och Obi-Wan) överlevde och gömde sig i galaxens alla hörn. Anakins förvandling från godhjärtad jedi till ondskans främste hantlangare var därmed fullbordad.
Som kejsare Palpatines främste underhuggare och hantlangare blev Darth Vader den mest fruktade mannen i galaxen. När Obi-Wan Kenobi (se Mörkrets hämnd) försökte få Darth Vader att bli Anakin Skywalker igen och återvända till den goda sidan följde en duell där Vader miste benen och vänster arm. Obi-Wan lämnade honom kvar att dö. Men kort därefter, efter att Obi-Wan lämnat Mustafar, räddas han av sin mästare Palpatine, som nu officiellt är kejsare över det nybildade rymdimperiet. Efter skadorna som han åsamkades i sin strid mot sin forne mästare Obi-Wan tvingades Vader bära en svart rustning med inbyggd respirator samt en heltäckande mask för att överleva.

### Originaltrilogin
I originaltrilogin är Darth Vader huvudantagonisten: en mörk, hänsynslös figur som finner nöje i att tortera och döda; Vader skyr inga medel i sin jakt på det Galaktiska imperiets fiender. Från och med Rymdimperiet slår tillbaka, är Vaders ledmotiv kompositören John Williams The Imperial March, vilken understryker hans mäktiga influens och styrka.

#### Stjärnornas krig
Darth Vader visste inte att han var far till två nyfödda tvillingar, nämligen Luke Skywalker och Leia Organa, något som senare kommer att få stor betydelse. I inledningen av Stjärnornas krig tas Leia Organa som fånge på Vaders rymdskepp men han vet inte att hon är hans dotter. Trots svåra förhör vägrar Leia avslöja var rebellerna har sin huvudbas och som straff ger Darth Vader och Grand Moff Tarkin (Dödsstjärnans högste befälhavare) order om att Leias hemplanet Alderaan ska förintas. Senare i filmen dödar Darth Vader Obi-Wan Kenobi i en strid men undkommer själv med nöd och näppe döden när Dödsstjärnan förintas av Luke Skywalker.

#### Rymdimperiet slår tillbaka
Luke Skywalker är efter detta Imperiets främsta fiende och Vader får i uppdrag av kejsaren att döda Luke om han inte går med på att gå över till den mörka sidan. Vid det här laget vet dock Vader att Luke är hans son och jakten får en mer personlig prägel. Luke och Darth Vader möts i en duell på Bespin i Rymdimperiet slår tillbaka och fadern hugger då av sonens högra hand, men trots att han har chansen att döda den försvarslöse Luke gör han det inte. Istället erbjuder han sonen att följa honom, han säger att de tillsammans kan störta kejsaren och bringa ordning i galaxen. När Luke inte nappar på Vaders löften om makt och ära berättar den onde lorden den hemska sanningen för Luke - att det är han, Darth Vader, som är Lukes far. Luke blir förskräckt av den hemska nyheten och lyckas fly, vilket innebär att Vader får återvända från Bespin tomhänt.

#### Jedins återkomst
Varken Vader eller kejsaren har emellertid gett upp hoppet om att lyckas få Luke att ansluta sig till dem. I Jedins återkomst lägger de upp planerna för hur det ska gå till. Vader ska söka upp Luke (i praktiken det omvända) och föra honom till kejsaren. Sedan ska de tillsammans omvända honom. Kejsare Palpatine räknar kallt med att Lukes känslor för fadern är så starka att han till slut kommer att följa honom på den mörka sidans dunkla väg. Palpatine har emellertid lagt märke till att Darth Vaders kontakt med sonen påverkat honom på ett sätt som han inte gillar.
Det faktum att Vader inte dödade Luke på Bespin gör samtidigt sonen övertygad om att det går att få fadern att överge den mörka sidan. Vid Slaget om Endor möts de igen, nu inför kejsaren själv (som Palpatine förutspått) på den nya Dödsstjärnan. Luke gör vad han kan för att få fadern att byta sida, samtidigt som kejsaren gör allt för att sonen ska följa i faderns fotspår. Vader vet dock inte att kejsaren i själva verket planerar att låta Luke döda honom, varpå sonen ska ta Vaders plats som kejsarens högra hand. Detta har Palpatine planerat i mer än tjugo år; på grund av de svåra skadorna han åsamkades i sin strid mot Obi-Wan på planeten Mustafar kan Vader aldrig uppnå sin fulla potential och detta var Palpatine väl medveten om. Därför hoppas han nu kunna omvända Vaders son som fortfarande är "hel" till skillnad från sin ärrade fader.
Detta lyckas dock inte (även om det är nära) och när kejsaren ska döda Luke som hämnd blir detta för mycket för Darth Vader. Tjugotre år efter att han blev Darth Vader frigör han sig från kejsarens järngrepp och dödar denne för att rädda Luke men blir då själv dödligt sårad av kejsarens blixtar som förstör flera av komponenterna i hans livsuppehållande rustning. Samtidigt som han dödar kejsaren återtar Vader sin forna identitet som Anakin Skywalker. Den uråldriga profetian om att Anakin var den utvalde som skulle bringa balans till kraften går till slut i uppfyllelse.
Luke gör vad han kan för att rädda fadern men Anakin Skywalker dör i sonens famn när de ska fly från dödsstjärnan och för första och enda gången får Luke se sin fader utan mask. Anakins sista önskan var nämligen att få se sonen med sina egna ögon innan han dör. Han berättar för Luke att han hade rätt i att kejsaren trots allt inte lyckades utplåna allt gott i honom och han ber att Luke ska föra detta vidare till Leia. Luke flyr från Dödsstjärnan och kremerar Anakin Skywalkers rustning på skogsmånen Endor.
I slutet av Jedins återkomst när Luke, Leia, Han Solo och de andra rebellerna firar segern över Imperiet ser Luke tre spöklika gestalter som uppenbarar sig och stolt blickar ner på honom. Det är Obi-Wan, jedimästaren Yoda och hans far Anakin Skywalker så som han såg ut innan han korrumperades av den mörka sidan och brändes svårt på Mustafar.

## Parodier
I Mel Brooks komedifilm Det våras för rymden.